# Bitry
Bitry é uma comuna francesa na região administrativa de Borgonha-Franco-Condado, no departamento Nièvre. Estende-se por uma área de 17,94 km². Em 2010 a comuna tinha 309 habitantes (densidade: 17,2 hab./km²).